# Bundesstraße 433
Pour les articles homonymes, voir Route 433.
La Bundesstraße 433 est une Bundesstraße de Hambourg.

## Situation et accès
La route commence à Hambourg-Eppendorf à la jonction avec la B 5 et mène par Tarpenbekstraße, Rosenbrook, Alsterkrugchaussee (Groß Borstel), le contournement de l'aéroport (Hambourg-Fuhlsbüttel), le Krohnstiegtunnel et le Swebenweg (Hambourg-Niendorf) à la B 432 et à la jonction de Hambourg-Schnelsen-Nord de l'A 7. Entre son départ à Eppendorf et la rue Deelböge, le B 433 fait partie de la deuxième rocade de Hambourg dans le sens des aiguilles d'une montre, du Krohnstiegtunnel à la jonction de Schnelsen-Nord il fait partie de la troisième rocade en sens inverse des aiguilles d'une montre.

## Historique
Jusqu'au 16 mai 2000, la B 433 à Fuhlsbüttel continuait sur l'Alsterkrugchaussee, Langenhorner Chaussee (Hambourg-Langenhorn), Ochsenzoll, Ulzburger Straße (Norderstedt), Hamburger Straße (Henstedt-Ulzburg et Kaltenkirchen) jusqu'à Lentföhrden, la B 4.